# Phytocoris oppositus
Phytocoris oppositus är en insektsart som beskrevs av Knight 1926. Phytocoris oppositus ingår i släktet Phytocoris och familjen ängsskinnbaggar. Inga underarter finns listade i Catalogue of Life.